# Vittorio Monti
Vittorio Monti (Napoli, 6 gennaio 1868 – 20 giugno 1922) è stato un compositore, violinista e direttore d'orchestra italiano.

## Biografia
Monti nacque a Napoli dove studiò violino e composizione al Conservatorio di San Pietro a Majella con il violinista Pinto e composizione con il maestro Paolo Serrao. 

Intorno al 1900, dopo essersi ulteriormente perfezionato in violino con Camillo Sivori, ottenne un incarico come direttore dell'Orchestra Lamoureux a Parigi dove scrisse diversi balletti, pantomime e operette, tra cui Noël de Pierrot.
La sua composizione più famosa è la Csárdás, scritta nel 1904 e suonata da tutte le orchestre gitane.

Sempre nel 1904, il giorno 18 maggio, venne data in prima assoluta al Teatro Costanzi di Roma la sua operetta in un atto Mam'zelle Frétillon, di cui è autore anche del libretto.